# Stanisław Krystyn Mirecki
Stanisław Krystyn Mirecki herbu Szeliga (ur. data nieznana − zm. 8 grudnia 1733) − wcześniej profes świętokrzyski, wybrany na elekcji 27 listopada 1689 roku Opatem Łysogórskim OSB.
 Elekcja zatwierdzona przez papieża Aleksandra VIII, po niej benedykcja w Rzymie 28 października 1694. W okresie 6 listopada 1696 - do 16 grudnia 1697 czasowa jurysdykcja nad klasztorem. Po czym odsunięty był prepozytem wąwolnickim.
 Ostatecznie stołek opaci objął 8 maja 1700 roku a 27 maja 1705 papież jurysdykcję potwierdził. Opatem pozostał do daty śmierci 8 grudnia 1733.

## Życiorys
Pochodził z rodziny Magierów którzy przyjęli nazwisko Mireckich, od nazwy nabytych dóbr Mirzec.
Znani z tego okresu Alexander Mirecki w r. 1778. był komornikiem granicznym iławskim, Walenty regentem ziemskim Buskim.

## Życie zakonne
o. Stanisław Krystyn Mirecki profes świętokrzyski wychował się pod okiem znakomitych opatów, Mikołaja Goskiego i Hieronima Komornickiego. Studiował na Uniwersytecie Krakowskim, teolog i współautor dzieła - „Theoremata ex arcanis scientiae Divinae ad mentem Doctoris Angelici D. Thomae deprompta et sub auspiciis perillustri Stanislai Kucieński JV. Doctoris a Religioso Don Christiano Mirecki sub assistentia ... Raymundi Pregłowski 1684. Cracoviae typis Universitatis.w 4 ce, k. 2, ark. D 4. Warszawa Uniwersytet”
Został wybrany przez konwent na wolnej elekcji w dniu 27 listopada 1689.
Jego konkurentem do opackiego stołka był Aleksander Benedykt Wyhowski herbu Abdank sekretarz i zaufany Augusta II. Mimo poparcia króla, ówczesnego nuncjusza i biskupów na elekcji tej uzyskał Wyhowski zaledwie jeden głos.
Dnia 10 stycznia 1690 r. odbyła się druga elekcja, na której podstępem (jak pisze ks.Józef Gacki) oddalono Mireckiego i jego niektórych zwolenników, przez co skłonił Wyhowski pozostałych do oddaniu głosu na siebie.
Mając poparcie mnichów 20 czerwca 1693 roku udał się Mirecki do Rzymu dnia i tam z rąk papieża Innocentego XII, dnia 28 października 1694 roku uzyskał wyświęcenie na opata. Powrócił na Święty Krzyż 18 listopada 1696, i wprawdzie jurysdykcję uzyskał, ale przez Wychowskiego do urzędu został nie dopuszczony. Objął prepozyturę w Wąwolnicy uzyskując ponadto do swojego stołu wieś Przezwody.
Mnisi ponownie wezwali go do opactwa w roku 1700. Przejął stołek opaci z woli konwentu i podjął starania o usunięcie Wychowskiego udał się do Rzymu w 1703 r. i tam po długich zachodach uzyskał od papieża usunięcie Wychowskiego z opactwa. Stało się to w 1706 roku
Mirecki był orędownikiem idei utworzenia kongregacji benedyktyńsko-polskiej, idei powstałej jeszcze w drugiej połowie XVII w. Kongregacje takie za sprawą Soboru Trydenckiego funkcjonowały w Europie bardzo owocnie. Ostatecznie w 1709, za aprobatą papieską Klemensa XI zawiązano Kongregację Świętego Krzyża.
Od samego początku przystąpiły do niej opactwa świętokrzyskie, horodyskie, nieświeskie, mogileńskie, sieciechowskie, płockie i trockie. W opozycji stanęły jednak opactwa tynieckie i lubińskie, które dołączyły się dopiero po śmierci Mireckiego (1733) ale także pod naciskiem nuncjatury co stało się w latach 1736 i 1740 .
Za zgodą konwentu koadiutorem Mireckiego został o. Ambroży Lipski profes świętokrzyski, prepozyt koniemłocki w latach 1702-32 a także prezydent generalny kongregacji. Nie dane mu było objąć opactwa, zmarł bowiem w roku 2 października 1732 r. będąc na kapitule w Horodyszczu i tam został pochowany.
Zawarcie kongregacji a następnie konkordat we Wschowie podpisany z inicjatywy nuncjatury papieskiej w roku 1737 kończy okres komendatariuszów, którzy — zachowując jedynie tytuł opacki oraz znaczne dochody — zeszli zupełnie na ubocze w dziejach zakonu.
Stanisław Krystyn Mirecki zmarł 8 grudnia 1733 na Świętym Krzyżu tam też został pochowany.